# Montmartin (Oise)
Montmartin és un municipi francès a l'arrondissement de Compiègne (Oise, Alts de França). L'any 2007 tenia 211 habitants. El municipi, establert durant la Revolució Francesa, va ser incorporada breument a Hémévillers de 1826 a 1933, abans de recuperar la seva autonomia, estant adscrit al cantó d'Estrées-Saint-Denis fins a la seva desaparició en la redistribució cantonal a França del 2014. El municipi rebé la Creu de Guerra 1914-1918 el 21 de febrer de 1921.

## Demografia

### Població
El 2007 la població de fet de Montmartin era de 211 persones. Hi havia 72 famílies de les quals 8 eren unipersonals (4 homes vivint sols i 4 dones vivint soles), 28 parelles sense fills i 36 parelles amb fills.
La població ha evolucionat segons el següent gràfic:

### Habitatges
El 2007 hi havia 75 habitatges, 73 eren l'habitatge principal de la família i 2 estaven desocupats. Tots els 75 habitatges eren cases. Dels 73 habitatges principals, 64 estaven ocupats pels seus propietaris i 9 estaven llogats i ocupats pels llogaters; 12 tenien tres cambres, 14 en tenien quatre i 47 en tenien cinc o més. 62 habitatges disposaven pel capbaix d'una plaça de pàrquing. A 23 habitatges hi havia un automòbil i a 45 n'hi havia dos o més.

### Piràmide de població
La piràmide de població per edats i sexe el 2009 era:
| Homes | Edats   | Dones |
| ----- | ------- | ----- |
| 0     | 95 o +  | 0     |
| 0     | 90 a 94 | 0     |
| 0     | 85 a 89 | 8     |
| 4     | 80 a 84 | 0     |
| 0     | 75 a 79 | 4     |
| 4     | 70 a 74 | 0     |
| 0     | 65 a 69 | 4     |
| 0     | 60 a 64 | 0     |
| 0     | 55 a 59 | 0     |
| 8     | 50 a 54 | 4     |
| 0     | 45 a 49 | 4     |
| 12    | 40 a 44 | 8     |
| 20    | 35 a 39 | 16    |
| 8     | 30 a 34 | 12    |
| 4     | 25 a 29 | 4     |
| 0     | 20 a 24 | 0     |
| 0     | 15 a 19 | 0     |
| 16    | 10 a 14 | 8     |
| 20    | 5 a 9   | 12    |
| 16    | 0 a 4   | 8     |

## Economia
El 2007 la població en edat de treballar era de 144 persones, 111 eren actives i 33 eren inactives. De les 111 persones actives 104 estaven ocupades (56 homes i 48 dones) i 7 estaven aturades (2 homes i 5 dones). De les 33 persones inactives 7 estaven jubilades, 13 estaven estudiant i 13 estaven classificades com a «altres inactius».

### Ingressos
El 2009 a Montmartin hi havia 69 unitats fiscals que integraven 204 persones, la mediana anual d'ingressos fiscals per persona era de 22.368,5 €.

### Activitats econòmiques
Dels 7 establiments que hi havia el 2007, 6 eren d'empreses de construcció i 1 d'una empresa de comerç i reparació d'automòbils.
Dels 6 establiments de servei als particulars que hi havia el 2009, 1 era una fusteria, 2 lampisteries i 3 electricistes.

## Equipaments sanitaris i escolars
El 2009 hi havia una escola elemental integrada dins d'un grup escolar amb les comunes properes formant una escola dispersa.

## Poblacions properes
El següent diagrama mostra les poblacions més properes.